# Martin Chivers
Martin Harcourt Chivers (Southampton, 27 aprile 1945) è un ex calciatore inglese, di ruolo attaccante.

## Carriera
Iniziò a giocare nel Southampton, con cui ottenne una promozione in Division 1. Nel gennaio 1968 venne acquistato dal Tottenham per £125,000, al tempo la cifra più alta mai pagata per un calciatore in Inghilterra.  A Londra vinse una Coppa UEFA nel 1972 e due Coppe d'Inghilterra nel 1971 e nel 1973.

## Palmarès

### Club

#### Competizioni nazionali
- Coppa d'Inghilterra: 2

Tottenham: 1970-1971, 1972-1973
- Coppa di Lega svizzera: 1

Servette: 1976-1977
- Coppa Svizzera: 1

Servette: 1977-1978

#### Competizioni internazionali
- Coppa UEFA: 1

Tottenham: 1971-1972
- Coppa di Lega Italo-Inglese: 1

Tottenham: 1971

### Individuale
- Calciatore straniero dell'anno del campionato svizzero: 1

1978